# Nan Ling
Nan Ling är en bergskedja i Kina. Den ligger i den sydöstra delen av landet, 1 700 km söder om huvudstaden Peking.